# Torrente Celati
Torrente Celati este o arie protejată (arie specială de conservare — SAC, sit de importanță comunitară — SCI) din Italia întinsă pe o suprafață de 16 ha, integral pe uscat.

## Localizare
Centrul sitului Torrente Celati este situat la coordonatele 39°33′57″N 16°38′18″E / 39.565702°N 16.638312°E.

## Înființare
Situl Torrente Celati a fost declarat sit de importanță comunitară în septembrie 1995 pentru a proteja 13 specii de animale. Situl a fost protejat și ca arie specială de conservare în iunie 2017.

## Biodiversitate
Situată în ecoregiunea mediteraneană, aria protejată conține 5 habitate naturale: Păduri de Quercus ilex și Quercus rotundifolia, Pseudostepă cu ierburi și specii anuale de Thero-Brachypodietea, Izvoare petrifiante cu formare de travertin (Cratoneurion), Tufărișuri termo-mediteraneene și de pre-deșert, Râuri mediteraneene cu debit intermitent, cu specii de Paspalo-Agrostidion.
La baza desemnării sitului se află mai multe specii protejate de  păsări (13): pițigoi codat (Aegithalos caudatus), șorecarul comun (Buteo buteo), sticlete (Carduelis carduelis), porumbel gulerat (Columba palumbus), lăstun de casă (Delichon urbicum), cinteză (Fringilla coelebs), sfrâncioc roșiatic (Lanius collurio), mierlă albastră (Monticola solitarius), codobatură de munte (Motacilla cinerea), vrabie de câmp (Passer montanus), cănăraș (Serinus serinus), silvie cu cap negru (Sylvia atricapilla), silvie mediteraneană (Sylvia melanocephala)
Pe lângă speciile protejate, pe teritoriul sitului au mai fost identificate 1 specie de plante, 2 specii de amfibieni, 2 specii de reptile.